# Archéologie dans la Péninsule acadienne
La Péninsule acadienne est une région de l'Acadie, située dans le Nord-Est du Nouveau-Brunswick, au Canada. L’archéologie dans la Péninsule acadienne a commencé au tournant du XXe siècle par le travail pionnier de William Francis Ganong. Le potentiel de la région est à peine effleuré, quoique les vallées des rivières Tabusintac, Grande Tracadie et Pokemouche contiennent un grand nombre de sites archéologiques. Les recherches récentes s'articulent surtout autour des sites micmacs et de la découverte des premiers sites basques. Certains sites sont valorisés, et le Village historique acadien regroupe plusieurs bâtiments authentiques des années 1770 à 1949.

## Histoire

### Paléoindiens
La préhistoire de la Péninsule acadienne est englobée dans celle d'une région plus vaste, la Péninsule maritime, comprenant les Provinces maritimes, une partie du Québec et l'État américain du Maine.
La Péninsule acadienne est libérée des glaciers il y a environ 12000 ans. 

### Contact
Les sites archéologiques de la Péninsule acadienne sont ceux comprenant la plus grande proportion de chaudrons de cuivre en Amérique du Nord. Ceux-ci furent échangés avec les pêcheurs basques, bretons et normands dans la région à partir de la seconde moitié du XVIIe siècle. Ils ont ensuite été échangés avec les populations aussi loin au sud que le fleuve Susquehanna. Le cuivre européen, en particulier sous la forme de chaudron, a une valeur symbolique supérieure au cuivre natif que les Amérindiens exploitaient déjà et est utilisé a des usages cérémonieux et rituels.
Les Micmacs avaient un territoire aux limites floues compte tenu de leur mode de vie semi-nomade. Nous savons toutefois que la Péninsule acadienne était comprise dans le district de Gespegeoag, entourant la baie des Chaleurs, et peut-être que la partie au sud de Caraquet était plutôt incluse dans le Sigenigteoag.

## Fouilles
Kevin Leonard considère que l'archéologie du Nord du Nouveau-Brunswick est importante dans la compréhension de la présence micmaque en Gaspésie.
William F. Ganong a effectué les premiers relevés archéologiques dans la région, au tournant du XXe siècle. En 1968, Charles Martijn a effectué un relevé de la côte Nord du Nouveau-Brunswick, entre le fleuve Ristigouche et le fleuve Miramichi. C'est d'ailleurs dans la vallée de la Miramichi, au Sud de la Péninsule acadienne, que la majeure partie de la recherche archéologique au Nouveau-Brunswick est concentrée. La région a toutefois fourni plusieurs sites archéologiques lors des fouilles et relevés suivants: Buxton Keenlyside en 1970, Patricia Allen en 1982, Albert Ferguson en 1983 et Keenlyside en 1990.

## Sites

### Caraquet
Un cimetière est retrouvé en 1860 à la frontière entre Caraquet et Bas-Caraquet, sur le site de l'actuel parc des Fondateurs. Les dépouilles n'ont pas été étudiées puisqu'elles ont été ré-enterrées au cimetière Thomas-Cooke. Nous savons toutefois que certaines étaient enveloppées dans de l'écorce, signe d'une origine amérindienne, alors que l'un des corps avait un grand crucifix en or au cou. Des artéfacts ont tout de même été retrouvés par des amateurs à la pointe à Brideau et au ruisseau à Chenard, autour du port de Caraquet, mais portent à croire que les Micmacs se servaient seulement des lieux comme campement, servant de raccourci entre la baie Saint-Simon et la baie des Chaleurs[réf. nécessaire].
C'est en 1968 que Charles Martijn effectue la première véritable prospection archéologique. Il explore alors la côte de Caraquet, entre l'embouchure de la Petite rivière Caraquet et la Petite Passe ; il ne trouve aucun artefact. Patricia Allen effectue des fouilles en 1976 au port de Caraquet mais n'y trouve rien.

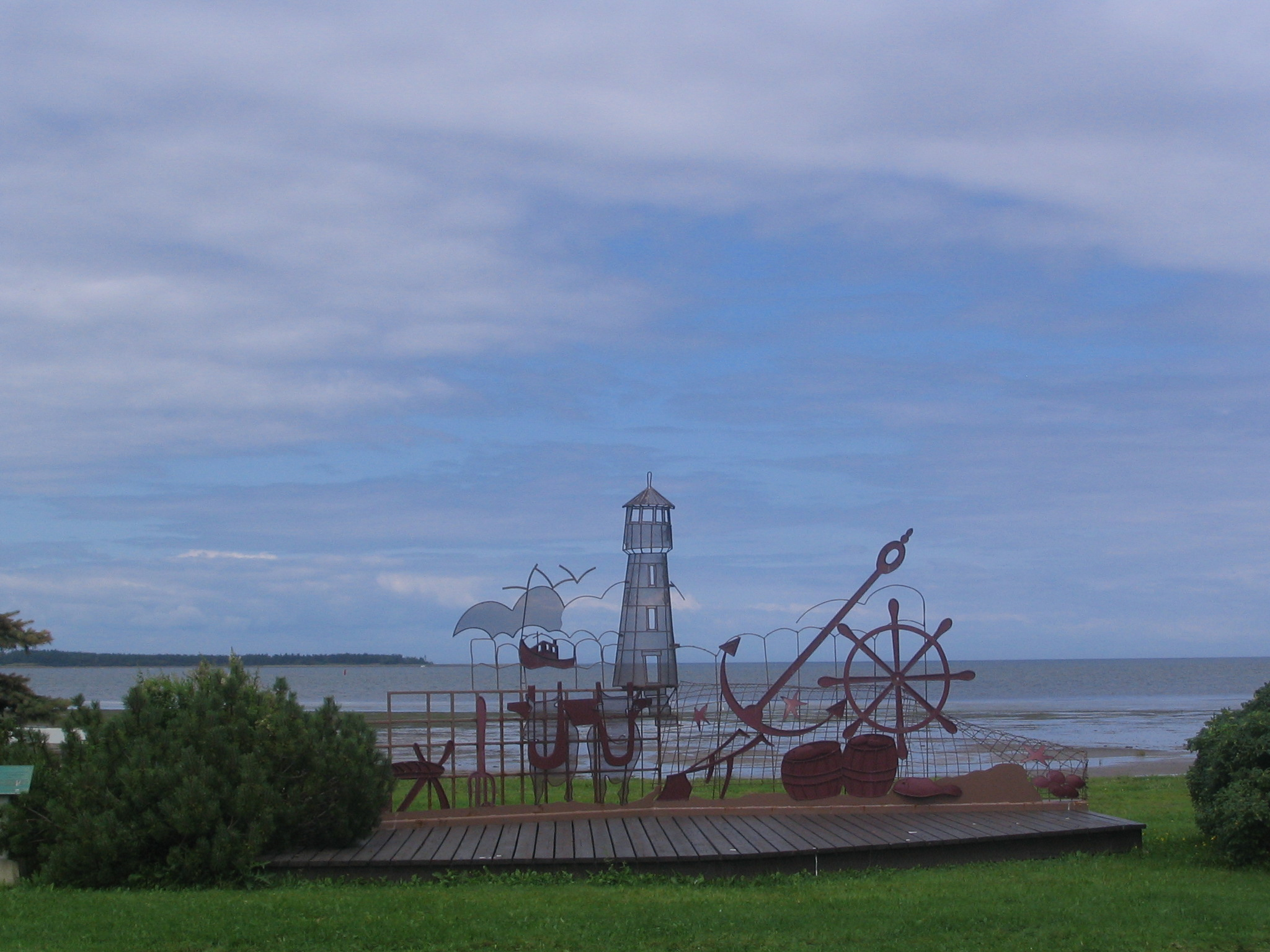
Le monument du parc des Fondateurs.
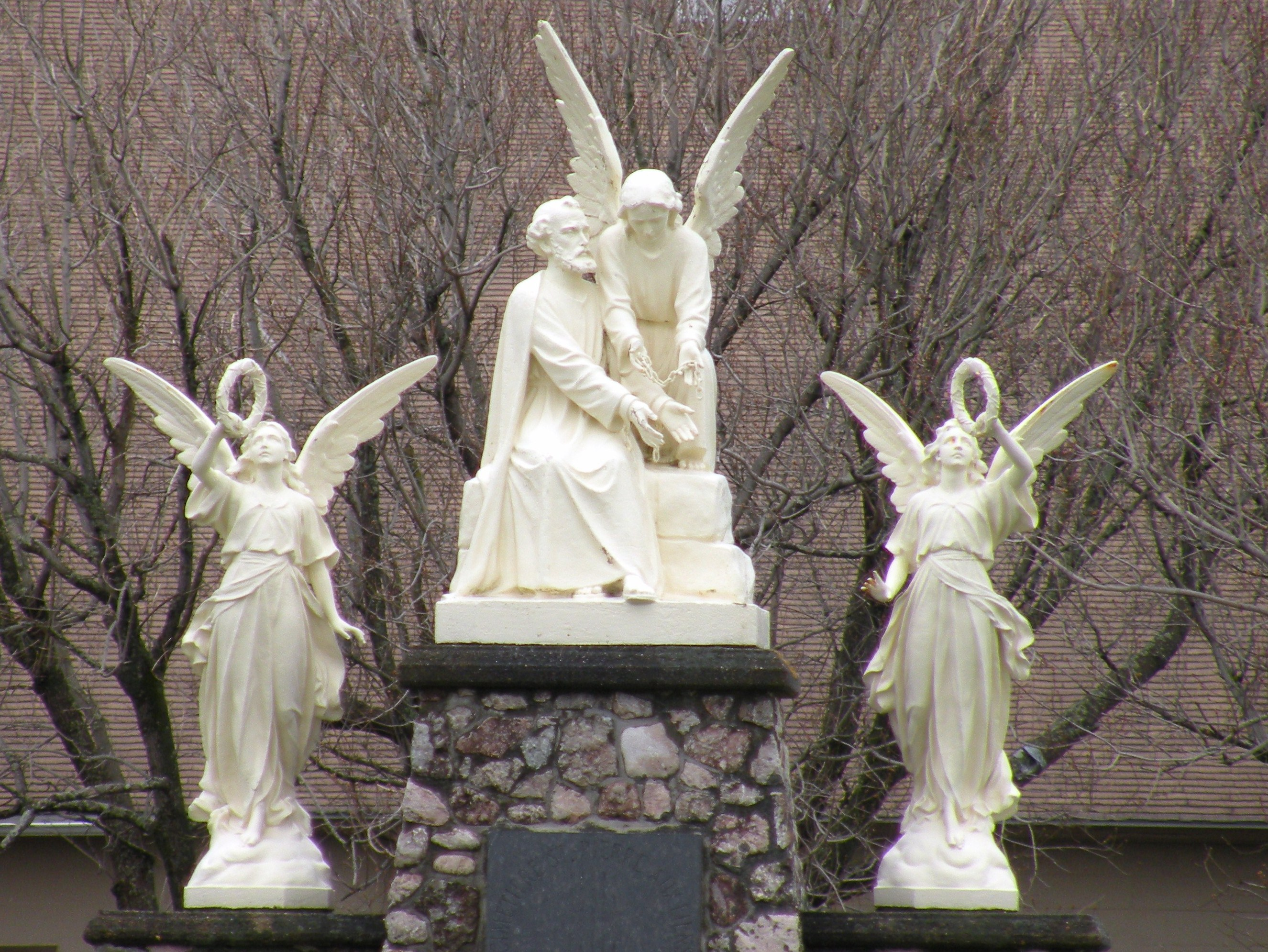
Un monument au cimetière Thomas-Cooke.
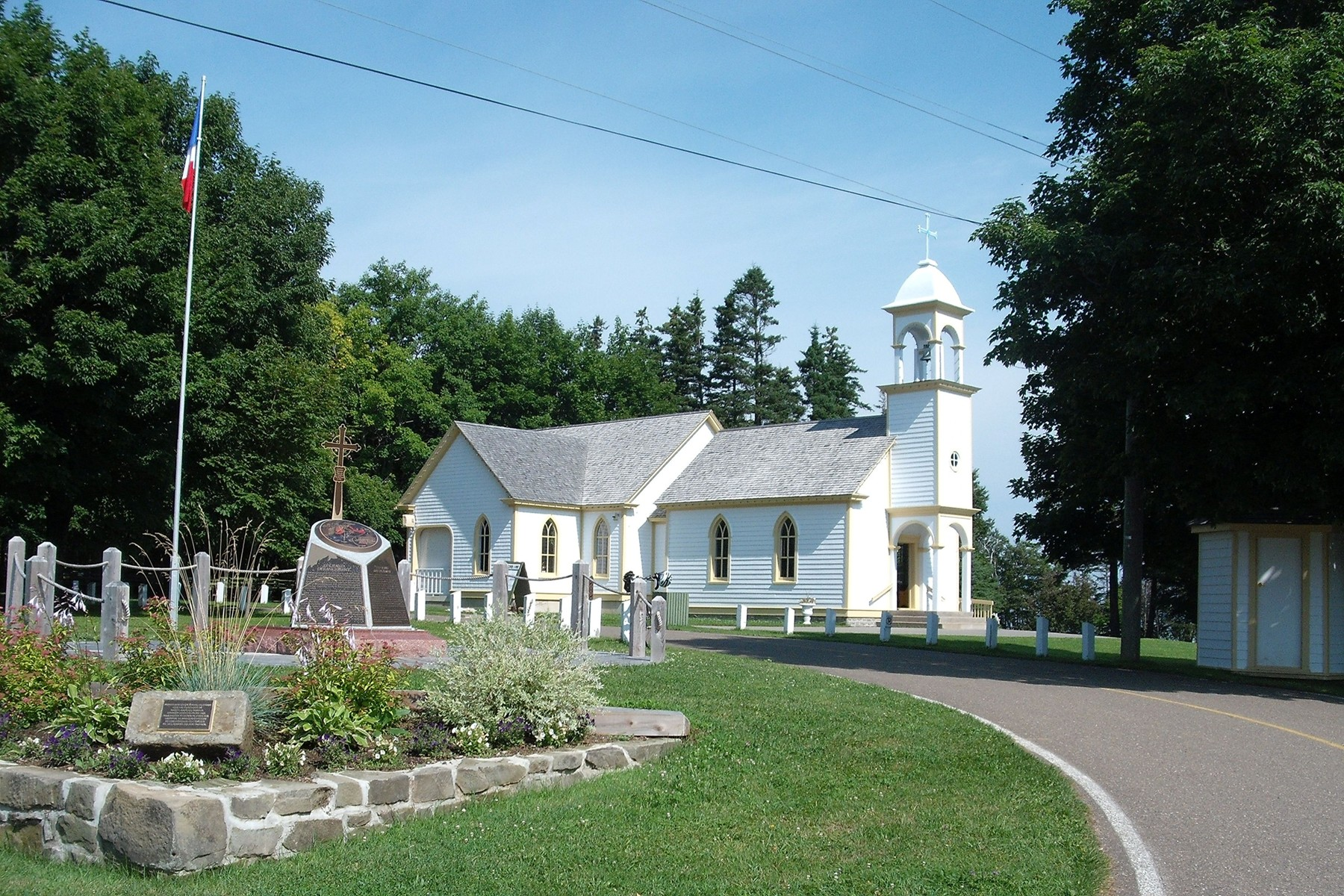
Sainte-Anne-du-Bocage
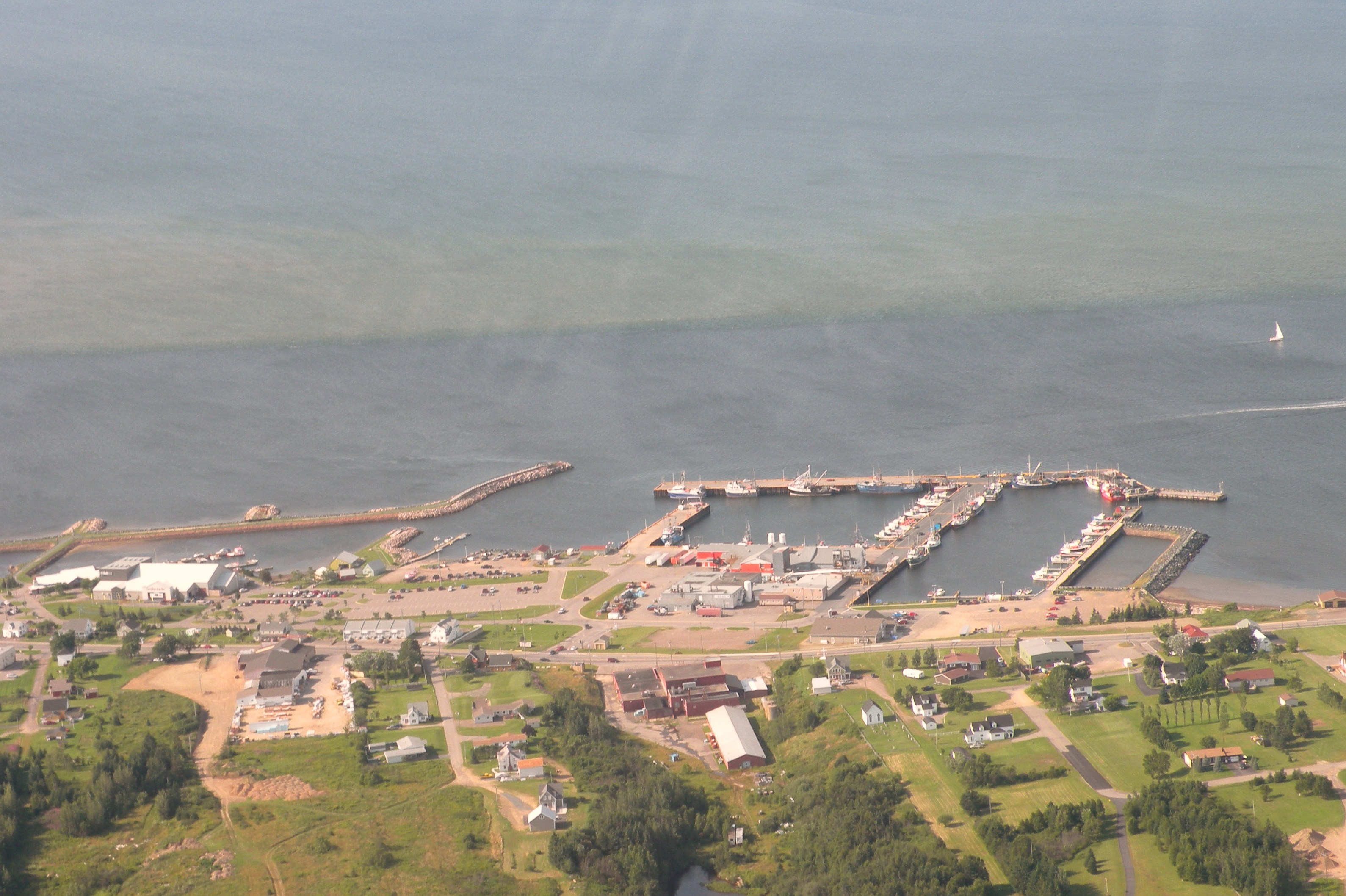
Vue aérienne du port de Caraquet

### Île de Caraquet

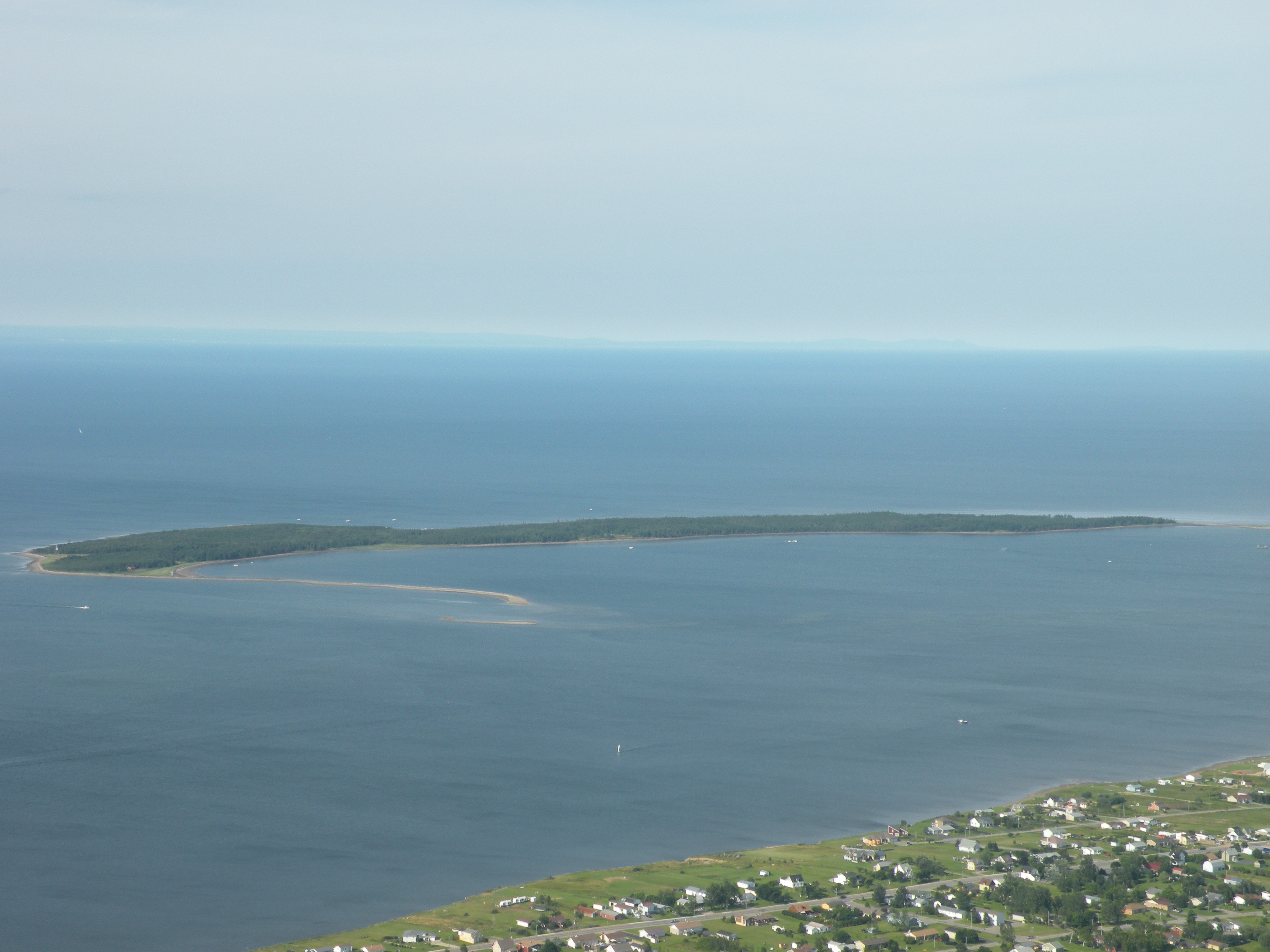
Vue aérienne de l'île de Caraquet

En 1893, le fils du gardien du phare de l'île de Caraquet retrouve un crâne et son père déterre un squelette entier. Selon le témoignage, ce pourrait être un Micmac mais nous n'en savons pas plus car le squelette fut réenterré près du phare.
En 1983, Albert Ferguson dirige un inventaire archéologique à Caraquet et dans la région. En tout, dix sites sont répertoriés. Le seul artefact préhistorique trouvé à l'île est un objet en pierre, probablement un racloir, trouvé sur la rive nord de l'île. L'équipe retrouve aussi un fragment de flacon pouvant dater du XVIIIe siècle. Trois sites n'ont pu être datés à cause du manque de culture matérielle représentative. Il précise toutefois qu'il existe certainement des sites archéologiques préhistoriques à Caraquet mais qu'ils ont été détruits pas l'érosion et que seules des fouilles sous-marines, dans les estrans ou la découverte de nouveaux sites à l'abri dans l'arrière-pays pourraient nous en apprendre plus sur la préhistoire de la ville.
En septembre 2014, Brad Loewen effectue un inventaire archéologique de l'île de Caraquet ; aucune publication n'a encore été faite à ce sujet.

### Rivière Pokemouche
En 1935, une tempête désensable une épave près de l'ancienne embouchure de la rivière Pokemouche, à Inkerman. C'est en 1970 que la Société historique Nicolas-Denys organise des fouilles afin de récupérer l'épave. Il s'agit vraisemblablement d'un navire de la Compagnie de l'île Saint-Jean ayant fait naufrage en 1723 et mentionné en 1724 dans un rapport du sieur L'Hermitte.

### Saint-Simon
En 1904, William Francis Ganong recense quelques artéfacts retrouvés par des fermiers mais n'effectue pas de fouilles.

### Champ de tir de Tracadie

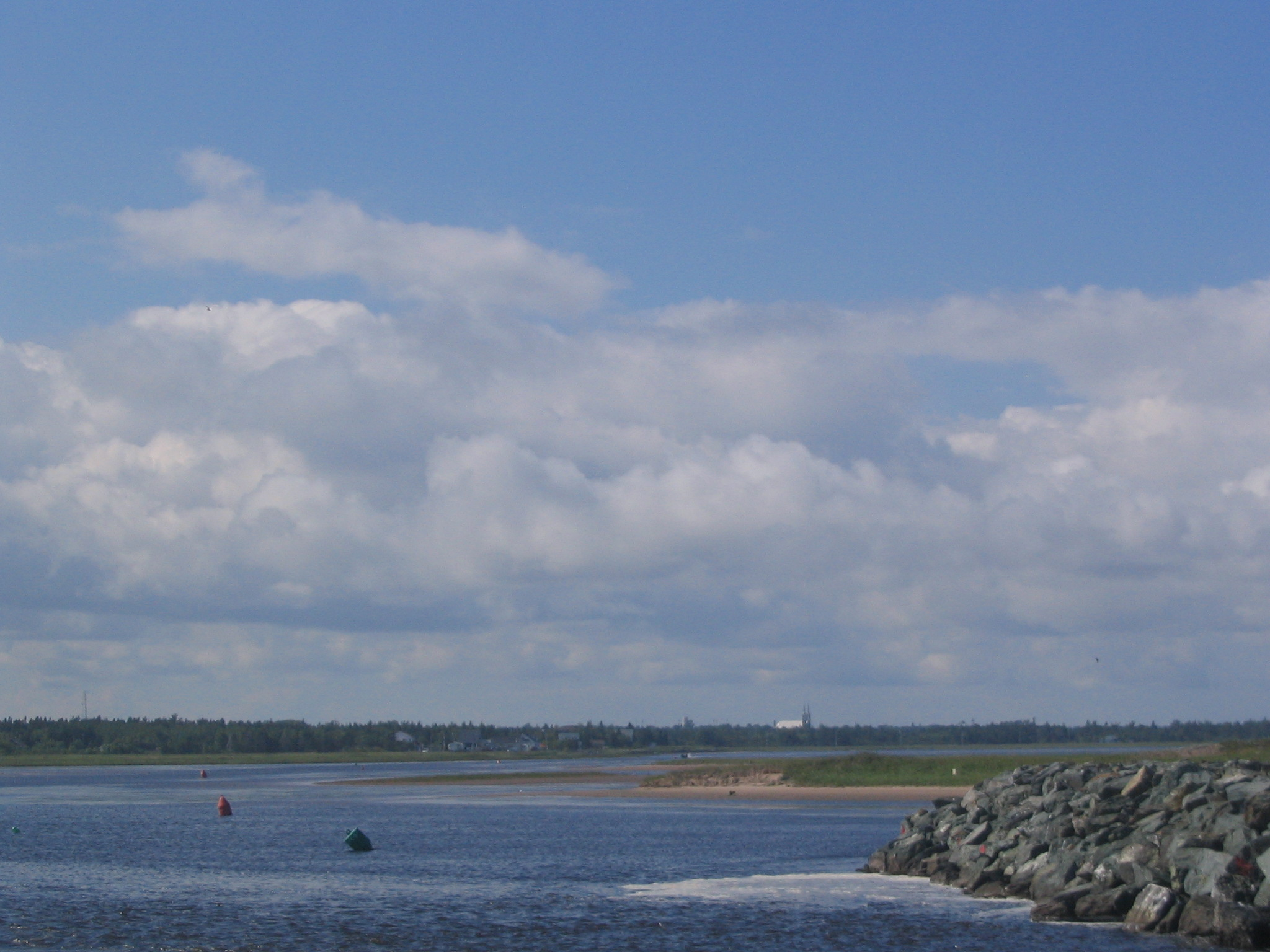
La Grande rivière Tracadie, à son embouchure.

Une reconnaissance de l'ancien champ de tir de Tracadie est effectuée en 2003 par Vincent Bourgeois et Brent D. Suttie, en vue de la gestion de l'utilisation des terres. 22 sites, dont 15 nouveaux, sont explorés sur un tronçon de 21 kilomètres le long de la Grande Rivière Tracadie,. Leur codes Borden sont CiDg1, CiDg2, CiDg16, CiDg18, CiDg19, CiDg20, CiDg25 ainsi que de CiDg32 à CiDg45.
Il y a trois bunkers en béton semi-souterrains construits lors de l'ouverture du champ de tir, au début des années 1940. Seul l'un des trois a subi peu de vandalisme. Le site Pointe-à-Honoré (CiDg35) comprend de nombreux artéfacts pré-européens ainsi que quelques céramiques historiques. Le site Barnabys Nose (CiDg1) comprend de nombreux outils lithiques pré-européens, et les fouilles de 2003 semblent confirmer leur origine du sylvicole maritime. Le site est identifié par une croix en bois marquant une sépulture récente. Le site Blue Ribbon (CiDg18) est associé à une ferme du XIXe siècle mais comprend des artéfacts pré-européens. Le site Magasin (CiDg44) a fourni une hachette de pierre et un grand nombre d'éclats en 1997, ainsi que trois éclats de quartz en 2003, tous d'origine pré-européenne. Le sanctuaire Barney Comeau (CiDg45) a été construit dans les années 1940 afin d'assurer une pêche fructueuse. Toujours visité, le sanctuaire de forme triangulaire est constitué de dalles champignons de grès et présente une ouverture à l’avant où des objets de culte sont déposés.

## Potentiel de recherche

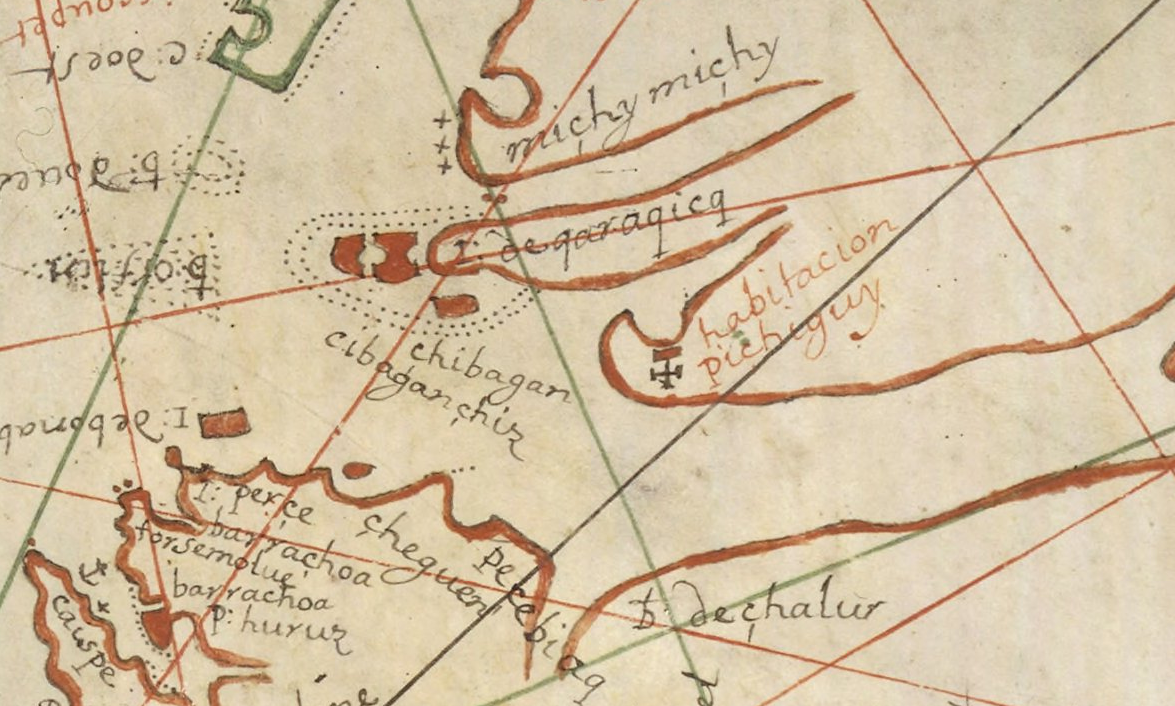
Pichiguy sur la carte (à l'envers) de 1689 de Pierre Detcheverry.

Brad Loewen et Vincent Delmas notent l'importance de retrouver un site d'échange entre les Basques et les Amérindiens. Ils considèrent en effet que l'influence des Basques dans le golfe du Saint-Laurent est sous-estimée. Selon Brad Loewen toutefois, il se peut que le Pichiguy de la carte de Pierre Detcheverry de 1689 soit en fait le poste du gouverneur Nicolas Denys à Népisiguit – Bathurst de nos jours.  
Déjà, en 1968, Charles Martijn note le faible nombre de sites archéologiques au Nord du Nouveau-Brunswick, dût selon lui à l'érosion, à la dévastation des sites archéologiques potentiels par l'activité humaine et des contraintes environnementales mal étudiées. Il croit aussi que les techniques de prospection sont mal adaptées à une région que les archéologues ne connaissent pas et dont l'histoire est mal connue. Selon Charles Martijn, la côte entre le havre de Bathurst et la baie de Caraquet n'a pas encore subie de prospection archéologique et mériterait donc que l'on s'y penche.
Albert Ferguson ne recommande pas la tenue de nouvelles fouilles à l'île de Caraquet, compte tenu de la forte érosion affectant tout le littoral, à moins que de nouveaux documents permettent de découvrir des sites précis. Il estime toutefois que l'archéologie sous-marine s'avérerait utile. De plus, en tenant compte du nombre d'artefacts retrouvés dans l'estran de l'île, il propose de développer une méthode d'extraction et d'interprétation qu'il appelle « l'archéologie intertidale ».

## Préservation du patrimoine
Les artéfacts retrouvés lors des fouilles de David et Judy Buxton Keelyside sont conservés à Gatineau. Ceux provenant des fouilles de Martijn, Ferguson, Burley et Allen sont conservés aux Archives provinciales du Nouveau-Brunswick, à Fredericton. Toute fouille archéologique effectuée au Nouveau-Brunswick doit faire l'objet d'un rapport. De plus, certains artéfacts et sites ont été étudiés par d'autres chercheurs.
Plusieurs sites archéologiques sont protégés, soit au niveau local ou provincial. Il n'y a aucun lieu historique national ou de site du patrimoine mondial. Le Village historique acadien, près de Caraquet, regroupe plusieurs bâtiments authentiques des années 1770 à 1949. La ville de Tracadie a établi le Sentier du patrimoine, permettant d'observer, outre les bâtiments actuels et un sanctuaire, deux cimetières, le mur de l'ancien hôpital, un sanctuaire et le site de l'ancien Lazaret.

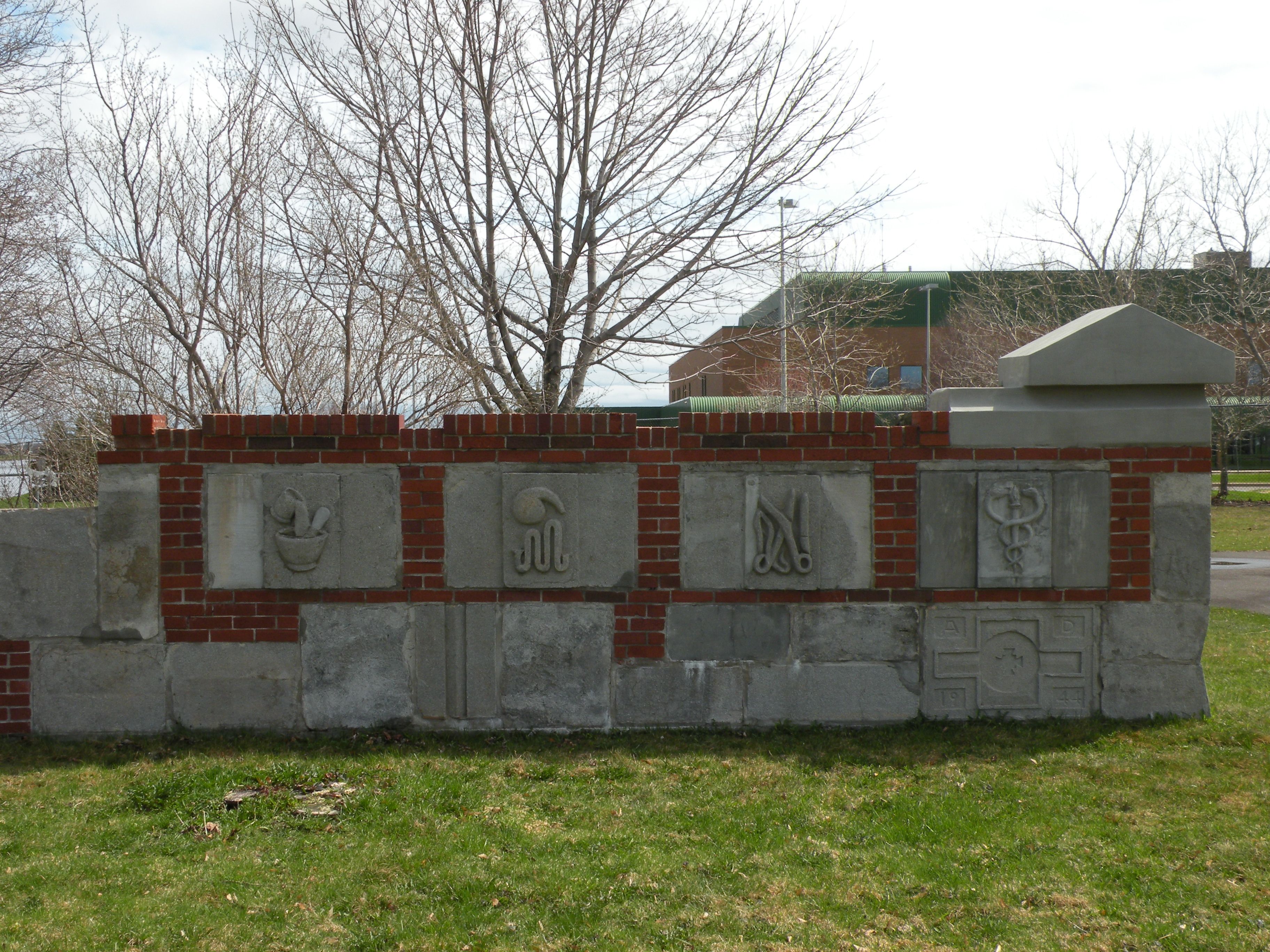
Mur de l'ancien hôpital de Tracadie, le long du Sentier du patrimoine
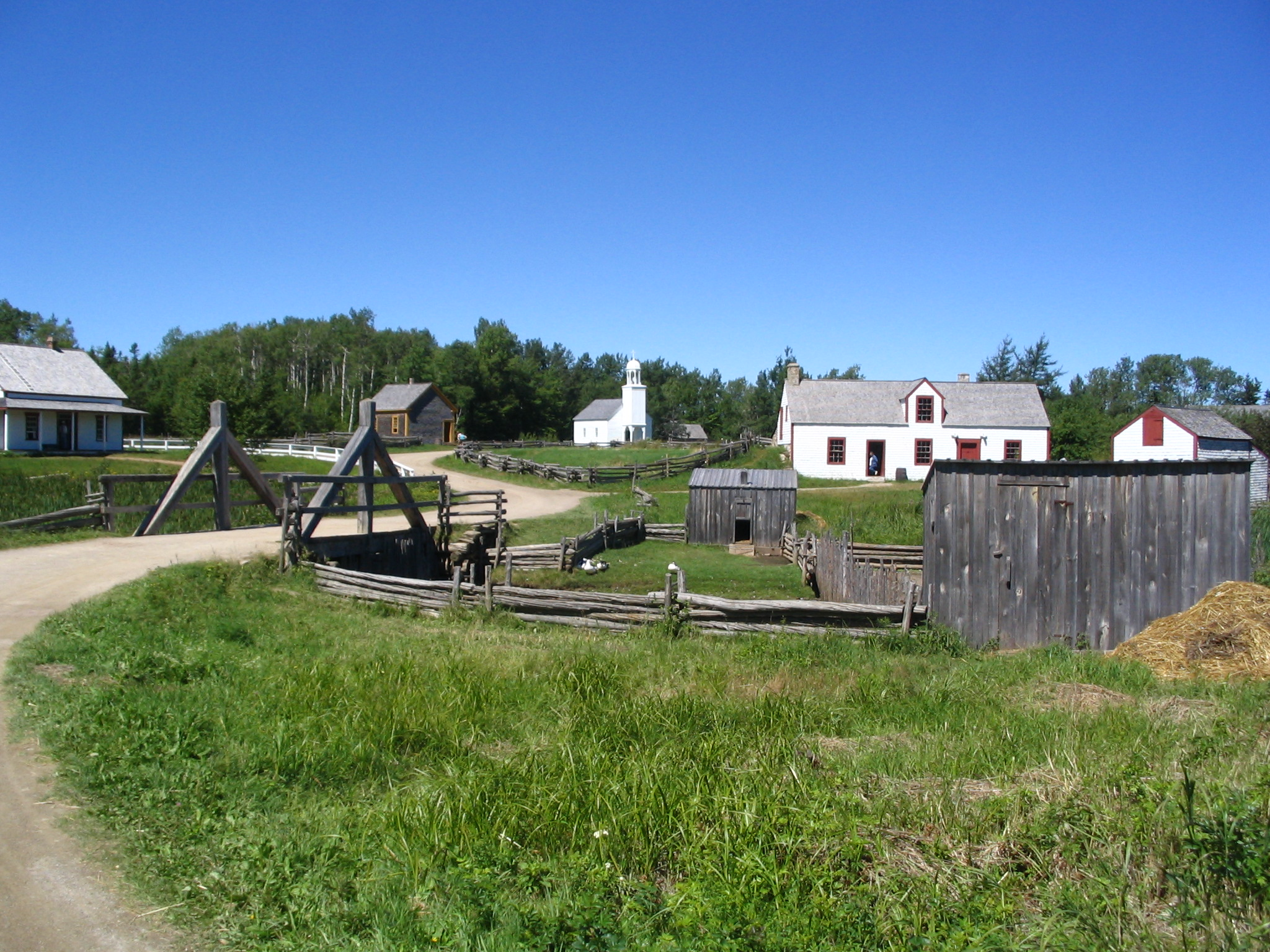
Vue du Village historique acadien